# 인천백병원
인천백병원(Incheon Baek Hospital)은 인천광역시 동구에 있는 종합병원이다.

## 역사
- 2000년 10월 백승호신경외과 개원
- 2005년 5월 인천백병원 건물 증축
- 2005년 9월 인천백병원으로 승격
- 2007년 10월 인천백병원 신관 준공
- 2012년 4월 신축 완공 및 이전 (인천광역시 동구 샛골로 214)
- 2012년 5월 응급의료기관 지정
- 2012년 12월 종합병원 승격
- 2013년 4월 병원 상징 이미지 변경
- 2014년 9월 2014인천아시안게임, 장애인아시안게임 공식 지정병원
- 2015년 1월 의료법인 성수의료재단 개설
- 2015년 5월 메르스 국민안심병원 지정
- 2018년 11월 재단산하 비에스종합병원 개원
- 2020년 1월 코로나19 선별진료소 개소
- 2020년 2월 코로나19 국민안심병원 지정
- 2020년 12월 코로나19 감염병 전담병원 지정 (인천 지역 민간병원 최초 지정)
- 2021년 2월 호흡기전담클리닉 개소
- 2021년 12월 코로나19 재택치료관리 의료기관 지정
- 2022년 8월 코로나19 자율입원병원 지정
- 2023년 3월 지역응급의료기관 지정
- 2023년 9월 건강증진센터 리뉴얼 확장 개소
- 2023년 10월 고개만족브랜드대상 의료부문 수상